# Mahmud I (selyúcida)
Nasir ad-Din Mahmud I  fue sultán del Imperio selyúcida de 1092 a 1094. Sucedió a Malik Shah I como Sultán, pero no obtuvo el control del imperio construido por Malik Shah y Alp Arslan.
A la muerte de Malik Shah (noviembre de 1092) le sucedió su hijo mayor Abu l-Muzaffar Barkyaruk, de 13 años, pero Turkan Hatun, última esposa de Malik Shah, hizo coronar a su pequeño hijo de 4 años en Bagdad. 
Entonces los ejércitos de los dos pretendientes se encuentran en Barudjird, cerca de Hamadan. Las fuerzas de Barkyaruk ganaron y tomaron la capital Isfahán. Después de esto, Mahmud y su madre fueron asesinados por la familia del visir Nizam al-Mulk. Después de la muerte de Malik Shah I, su gran imperio comenzó a disgregarse. En Anatolia Malik Shah es sucedido por Kilij Arslan I, quien escapó de Isfahán; y en Siria por el tío de Mahmud Tutush I. Otros gobernadores en Alepo y Diyarbakır también declararon la independencia. La desunión dentro de los reinos selyúcidas permitió el inesperado éxito de la Primera Cruzada poco después. Aunque su reinado fue corto, Nasir ad-Din Mahmud I gobernó con mano de hierro.